# Juan Brotto
Juan Brotto (* 27. November 1939 in Padua, Italien; † 29. Januar 2009 in Buenos Aires) war ein argentinischer Radrennfahrer.

## Sportliche Laufbahn
Brotto, der als Kind mit seinen Eltern aus Italien nach Argentinien kam, war Teilnehmer der Olympischen Sommerspiele 1960 in Rom. Dort startete er im Bahnradsport. Er bestritt mit dem Vierer Argentiniens die Mannschaftsverfolgung, das Team mit Alberto Trillo, Ernesto Contreras, Héctor Acosta und Juan Brotto belegte den 5. Platz.
Bei den Panamerikanischen Spielen holte er 1963 die Silbermedaille er in der Mannschaftsverfolgung.
Er siegte im Straßenrennen Doble San Pedro 1960 und gewann 1964 und 1966 das Criterio de Apertura. Er gewann etwa 80 Radrennen während seiner sportlichen Laufbahn.